# Nathan Rosen
Nathan Rosen (în ebraică Nathan Rozén נתן רוזן
n.22 martie 1909, New York –d. 18 decembrie 1995 Haifa ) a fost un fizician israelian.
S-a născut în 1909 la Brooklyn într-o familie de evrei, care imigraseră doi ani mai devreme din Imperiul Rus. Din 1935 până în 1945 a fost asistentul lui Albert Einstein la Institutul pentru Studii Avansate din Princeton, New Jersey. A fost încurajat apoi de către Einstein să-și continue cariera de fizician în Israel.
În 1935 a fost co-autor(împreună cu Albert Einstein și Boris Podolski) al unei faimoase publicații de fizică intitulată "Poate fi descrierea mecanicii cuantice a fizicii reale considerată completă?" despre paradoxul EPR al mecanicii cuantice. A fost de asemenea co-descoperitorul Podului Einstein-Rosen despre teorema generalizată a relativității.
Rosen a fost fondatorul Institutului de Fizică de la Technion, Politehnica din Haifa, Israel. a fost președintele Universității Ben-Gurion din Neghev în anii 70. A încurajat fondarea instituțiilor de învățământ superior în Israel.
1. 1 2  Nathan Rosen, SNAC, accesat în 9 octombrie 2017